# 亞米德·齊威爾
艾哈迈德·哈桑·兹韦勒（阿拉伯语：‎，羅馬化：Ahmed Hassan Zewail，又译泽韦尔、扎威尔，1946年2月26日—2016年8月2日），埃及化學家，飛秒化學專家。他研究的技術能將研究化學反應的時間尺度縮減至飛秒，透過攝影將化學反應中每個微細變化忠實地紀錄。

## 早年和教育
艾哈迈德·兹韦勒1946年2月25日生于埃及达曼胡尔，在Disuq长大。他在亞歷山大大學取得学士學位，后来迁往美国，在賓夕法尼亞大學取得博士学位。后来在加州大学伯克利分校完成了博士後工作。

## 学术生涯
在加州大学伯克利分校作完博士后后，他于1976年被任命为加州理工学院教师。1990年，他被选为首任化学物理莱纳斯·鲍林主席。1982年他加入美国国籍。
兹韦勒曾被提名并参加奥巴马的总统科技顾问委员会。

### 研究
泽韦尔主要的工作是飞秒化学。用一种超快激光技术，它能够允许描述非常短时间内发生的化学反应——短到可以分析选定的化学反应过渡态。

## 獎項
- 1993年：沃爾夫化學獎
- 1999年：諾貝爾化學獎，以表揚他在飛秒化學上的成就，是繼1978年和平獎得主薩達特、1988年文學獎得主納吉布·馬哈富茲後獲諾貝爾獎的埃及人
- 1999年：Grand Collar of the Nile

## 外部連結
- 個人網站
- SciScape專題文章：飛秒化學先驅獲頒1999諾貝爾化學獎

## 逝世
2016年8月2日，亞米德·齊威爾因癌症謝世。
齐威尔于2016年8月2日清晨去世，享年70岁。虽然他当时患有癌症，但经过治疗已逐渐康复，因此他真正的死因至今不明。2016年8月7日，在埃及开罗摩西尔-坦塔维清真寺为他举办了军事丧礼。